# Горнолыжный спорт на зимних Паралимпийских играх 2018
Соревнования по горнолыжному спорту на зимних Паралимпийских играх 2018 года в Пхенчхане проходили с 10 по 16 марта. Разыграно 30 комплекта наград.

## Медальный зачёт
Жирным выделено наибольшее количество медалей в своей категории; страна-организатор также выделена.
|       | Общее количество медалей | Общее количество медалей | Общее количество медалей | Общее количество медалей | Всего |
| Место | Страна                   | Золото                   | Серебро                  | Бронза                   | Всего |
| ----- | ------------------------ | ------------------------ | ------------------------ | ------------------------ | ----- |
| 1     | Словакия                 | 6                        | 2                        | 1                        | 9     |
| 2     | Германия                 | 3                        | 5                        | 0                        | 8     |
| 3     | Франция                  | 3                        | 4                        | 1                        | 8     |
| 4     | Канада                   | 3                        | 0                        | 6                        | 9     |
| 5     | Швейцария                | 3                        | 0                        | 0                        | 3     |
| 6     | Япония                   | 1                        | 2                        | 2                        | 5     |
| 7     | США                      | 1                        | 2                        | 1                        | 4     |
| 8     | НПС                      | 1                        | 1                        | 1                        | 3     |
| 8     | Италия                   | 1                        | 1                        | 1                        | 3     |
| 10    | Нидерланды               | 1                        | 1                        | 0                        | 2     |
| 11    | Норвегия                 | 1                        | 0                        | 1                        | 2     |
| 12    | Великобритания           | 0                        | 4                        | 1                        | 5     |
| 13    | Австрия                  | 0                        | 1                        | 3                        | 4     |
| 14    | Испания                  | 0                        | 1                        | 0                        | 1     |
| 15    | Новая Зеландия           | 0                        | 0                        | 4                        | 4     |
| 16    | Бельгия                  | 0                        | 0                        | 1                        | 1     |
| 16    | Польша                   | 0                        | 0                        | 1                        | 1     |
| Всего | Всего                    | 24                       | 24                       | 24                       | 72    |

## Медалисты

### Мужчины
| Соревнование                                    | Золото                                              | Серебро                                                      | Бронза                                              |
| ----------------------------------------------- | --------------------------------------------------- | ------------------------------------------------------------ | --------------------------------------------------- |
| Мужчины: скоростной спуск, сидя                 | Эндрю Курка (USA)                                   | Тайки Мории (JPN)                                            | Кори Питерс (NZL)                                   |
| Мужчины: скоростной спуск, стоя                 | Тео Гмюр (SUI)                                      | Артур Боше (FRA)                                             | Маркус Зальхер (AUT)                                |
| Мужчины: скоростной спуск, с нарушением зрения  | Мак Марку ведущий — Джек Литч (CAN)                 | Якуб Крако ведущий — Бранислав Брозман (SVK)                 | Джакомо Бертаньолли ведущий — Фабрицио Касаль (ITA) |
| Мужчины: слалом, сидя                           | Дино Соколович (CRO)                                | Тайлер Уолкер (USA)                                          | Фредерик Франсуа (FRA)                              |
| Мужчины: слалом, стоя                           | Адам Холл (NZL)                                     | Артур Боше (FRA)                                             | Джейми Стэнтон (USA)                                |
| Мужчины: слалом, с нарушением зрения            | Джакомо Бертаньолли ведущий — Фабрицио Касаль (ITA) | Якуб Крако ведущий — Бранислав Брозман (SVK)                 | Валерий Редкозубов ведущий — Евгений Героев (NPA)   |
| Мужчины: гигантский слалом, сидя                | Йеспер Педерсен (NOR)                               | Тайлер Уолкер (USA)                                          | Игор Сикорский (POL)                                |
| Мужчины: гигантский слалом, стоя                | Тео Гмюр (SUI)                                      | Алексей Бугаев (NPA)                                         | Алексис Гимон (CAN)                                 |
| Мужчины: гигантский слалом, с нарушением зрения | Джакомо Бертаньолли ведущий — Фабрицио Касаль (ITA) | Якуб Крако ведущий — Бранислав Брозман (SVK)                 | Мак Марку ведущий — Джек Литч (CAN)                 |
| Мужчины: супергигант, сидя                      | Курт Отуэй (CAN)                                    | Эндрю Курка (USA)                                            | Фредерик Франсуа (FRA)                              |
| Мужчины: супергигант, стоя                      | Тео Гмюр (SUI)                                      | Артур Боше (FRA)                                             | Маркус Зальхер (AUT)                                |
| Мужчины: супергигант, с нарушением зрения       | Якуб Крако ведущий — Бранислав Брозман (SVK)        | Джакомо Бертаньолли ведущий — Фабрицио Касаль (ITA)          | Мирослав Гараус ведущий — Марош Гудик (SVK)         |
| Мужчины: суперкомбинация, сидя                  | Йерун Кампсрёр (NED)                                | Фредерик Франсуа (FRA)                                       | Йеспер Педерсен (NOR)                               |
| Мужчины: суперкомбинация, стоя                  | Алексей Бугаев (NPA)                                | Артур Боше (FRA)                                             | Адам Холл (NZL)                                     |
| Мужчины: суперкомбинация, с нарушением зрения   | Мирослав Гараус ведущий — Марош Гудик (SVK)         | Йон Сантакана Майстеги ведущий — Мигель Галиндо Гарсес (ESP) | Валерий Редкозубов ведущий — Евгений Героев (NPA)   |

### Женщины
| Соревнование                                    | Золото                                              | Серебро                                             | Бронза                                         |
| ----------------------------------------------- | --------------------------------------------------- | --------------------------------------------------- | ---------------------------------------------- |
| Женщины: скоростной спуск, сидя                 | Анна Шаффельхубер (GER)                             | Момока Мураока (JPN)                                | Лори Стивенс (USA)                             |
| Женщины: скоростной спуск, стоя                 | Мари Боше (FRA)                                     | Андреа Ротфусс (GER)                                | Молли Джепсен (CAN)                            |
| Женщины: скоростной спуск, с нарушением зрения  | Генриета Фаркашова ведущий — Наталия Шубртова (SVK) | Милли Найт ведущий — Бретт Уайлд (GBR)              | Элеонор Сана ведущий — Хлоя Сана (BEL)         |
| Женщины: слалом, сидя                           | Анна-Лена Форстер (GER)                             | Момока Мураока (JPN)                                | Хайке Эдер (AUT)                               |
| Женщины: слалом, стоя                           | Мари Боше (FRA)                                     | Молли Джепсен (CAN)                                 | Андреа Ротфусс (GER)                           |
| Женщины: слалом, с нарушением зрения            | Менна Фицпатрик ведущий — Дженнифер Кехо (GBR)      | Генриета Фаркашова ведущий — Наталия Шубртова (SVK) | Милли Найт ведущий — Бретт Уайлд (GBR)         |
| Женщины: гигантский слалом, сидя                | Момока Мураока (JPN)                                | Линда ван Импелен (NED)                             | Клаудия Лёш (AUT)                              |
| Женщины: гигантский слалом, стоя                | Мари Боше (FRA)                                     | Андреа Ротфусс (GER)                                | Молли Джепсен (CAN)                            |
| Женщины: гигантский слалом, с нарушением зрения | Генриета Фаркашова ведущий — Наталия Шубртова (SVK) | Менна Фицпатрик ведущий — Дженнифер Кехо (GBR)      | Мелисса Перрин ведущий — Кристиан Гайгер (AUS) |
| Женщины: супергигант, сидя                      | Анна Шаффельхубер (GER)                             | Клаудия Лёш (AUT)                                   | Момока Мураока (JPN)                           |
| Женщины: супергигант, стоя                      | Мари Боше (FRA)                                     | Андреа Ротфусс (GER)                                | Алана Рамзи (CAN)                              |
| Женщины: супергигант, с нарушением зрения       | Генриета Фаркашова ведущий — Наталия Шубртова (SVK) | Милли Найт ведущий — Бретт Уайлд (GBR)              | Менна Фицпатрик ведущий — Дженнифер Кехо (GBR) |
| Женщины: суперкомбинация, сидя                  | Анна-Лена Форстер (GER)                             | Анна Шаффельхубер (GER)                             | Момока Мураока (JPN)                           |
| Женщины: суперкомбинация, стоя                  | Молли Джепсен (CAN)                                 | Андреа Ротфусс (GER)                                | Алана Рамзи (CAN)                              |
| Женщины: суперкомбинация, с нарушением зрения   | Генриета Фаркашова ведущий — Наталия Шубртова (SVK) | Менна Фицпатрик ведущий — Дженнифер Кехо (GBR)      | Мелисса Перрин ведущий — Кристиан Гайгер (AUS) |